# Abdul Baser Wasiqi
Abdul Baser Wasiqi, né le 12 juillet 1975, est un athlète afghan.

## Biographique
Il fut le seul représentant de l'Afghanistan aux Jeux olympiques d'été de 1996, à Atlanta. Sa seule épreuve est le marathon. Il se blesse aux muscles ischio-jambiers avant la course, mais y participe néanmoins. Il termine le marathon malgré sa blessure, effectuant la course en boitant, en quatre heures, vingt-sept minutes et dix-sept secondes ; son meilleur temps enregistré jusqu'alors est de deux heures et trente-trois minutes,. Il termine à la cent-onzième et dernière place, avec près d'une heure et demie de retard sur l'avant-dernier coureur. Wasiqi atteint le stade olympique et trouve « des ouvriers […] en train de préparer l’arène pour la cérémonie de clôture [et] du tarp en train d’être étendu sur la piste ». Les préparatifs sont interrompus le temps que Wasiqi franchisse la ligne d'arrivée,.